# Уткин, Павел Петрович (живописец)
Уткин Павел Петрович (1 сентября 1920, деревня Босяково Кашинский район Тверская губерния — 4 июля 1990, Ленинград) — советский живописец и педагог, член Ленинградского Союза художников.

## Биография
Уткин Павел Петрович родился 1 сентября 1920 года в деревне Босяково Кашинского уезда Тверской губернии (в некоторых источниках в качестве даты рождения указано 30 августа 1920 года). В 1929 с семьёй переехал в Ленинград. В 1936—1940 учился в Ленинградском художественно-педагогическом техникуме, в 1947—1953 на живописном факультете ЛИЖСА имени И. Е. Репина.
Участник Великой Отечественной войны.
После окончания института занимался творческой и педагогической деятельностью. Писал портреты, пейзажи, жанровые картины. Участвовал в выставках с 1953 года, экспонируя свои работы вместе с произведениями ведущих мастеров изобразительного искусства Ленинграда. Член Ленинградского Союза художников с 1960 года. Среди произведений, созданных художником, картины «Ленинградский пейзаж» (1958), «В студии» (1961), «Портрет композитора Ф. Листа» (1963), «Портрет К. Циолковского» (1970), «Портрет командира 45-мм артиллерийского орудия Героя Советского Союза, полного кавалера Ордена Славы Н. И. Кузнецова» (1985) и другие.
Скончался 4 июля 1990 года в Ленинграде на 70-м году жизни.
Произведения П. П. Уткина находятся в музеях и частных собраниях в России и за рубежом.